# Giacomo Manzù

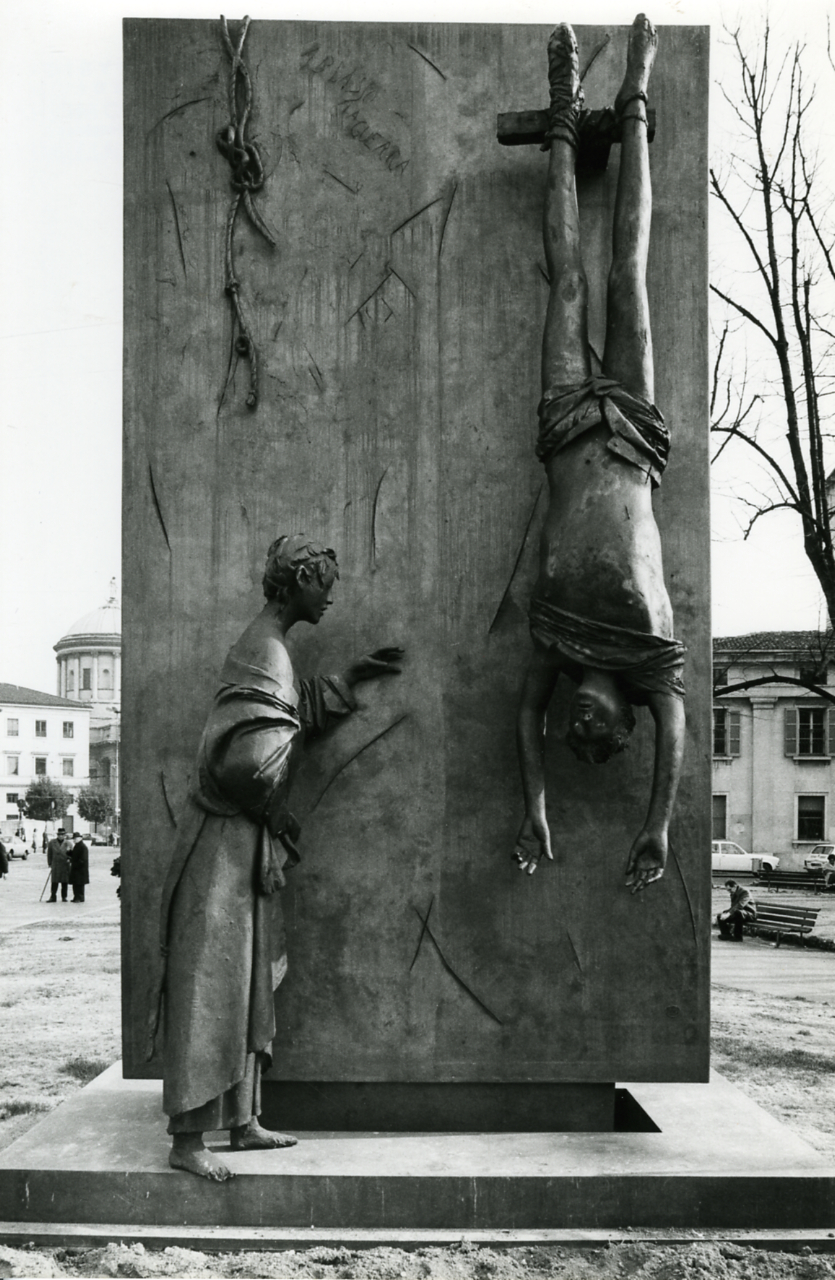
Monument au partisan (1977), Bergame. Photo de Paolo Monti.

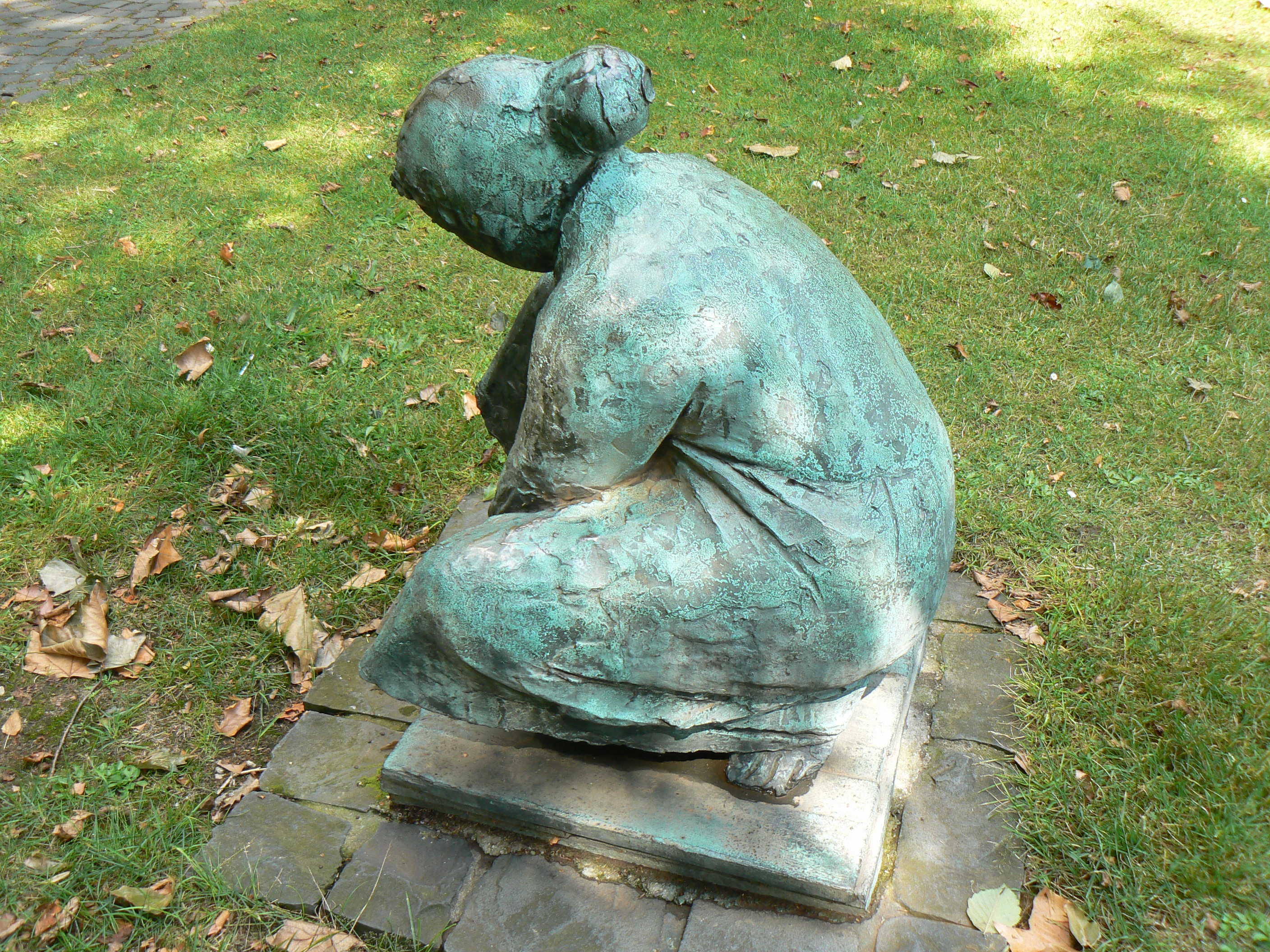
Femme jouant
(Marl, Allemagne).

Giacomo Manzù,  pseudonyme de Giacomo Manzoni (Bergame, 22 décembre 1908 – Aprilia (Italie),  17 janvier 1991) est un sculpteur italien.

## Biographie
Fils d'un cordonnier il était le douzième enfant de cette famille modeste. À onze ans, il fut placé chez un artisan décorateur qui gravait du bois, puis il travailla auprès d'un doreur et chez un stucateur. En 1929 il séjourne à Paris pour étudier la sculpture ; en 1950 il commence la réalisation de sa Porte de la mort de la Basilique Saint-Pierre de Rome, qui sera achevée en 1964. 
C'est en 1958 qu'il réalise le portail central de la cathédrale de Salzbourg.  
En 1965 Giacomo Manzù obtint le  Prix Lénine pour la paix. 
Giacomo Manzù et sa femme Inge (Danseuse originaire d'Europe de Nord, rencontrée à Salzbourg) avaient fait construire leur maison sur les collines environnantes du petit village d'Ardea, situé à cinquante kilomètres de Rome, y étaient exposées des versions de ses œuvres les plus célèbres en petit format. Collectionneur légendaire de couvre-chefs, ainsi que d'art japonais, essentiellement des estampes ukiyo-e (images du monde flottant). Accrochés aux murs un dessin de Kokoschka, des toiles de Brancusi, Modigliani, Matisse, Picasso, Mondrian. 

## Expositions
- 1960 : Exposition à la National galerie de Berlin.
- 1969 : Ouverture du musée La Raccolta Manzù à Ardea, en Italie.
- Expositions au musée d'Art moderne de New York (MoMA), au musée des Beaux-Arts de Bordeaux et au musée de  l'Ermitage à Saint-Pétersbourg.
- 1973 : Exposition au musée national d'Art moderne de Tokyo.

## Œuvres
- Philémon et Baucis, Pinacothèque de Brera, Milan
- Cardinale seduto, Getty Museum, Los Angeles